# Fortaleza de Bakú
Fortaleza de Bakú (en azerí: Bakı Qalası) es la más grande de las fortalezas de Absheron. La fortaleza consta de Ciudad Vieja (Bakú), las paredes y las torres que lo rodean y fue incluida por la UNESCO a la Lista del Patrimonio de la Humanidad en el año 2000. Se construyó en 1138-1139 por orden del Shirvanshah Manuchohr III (1120-1149).

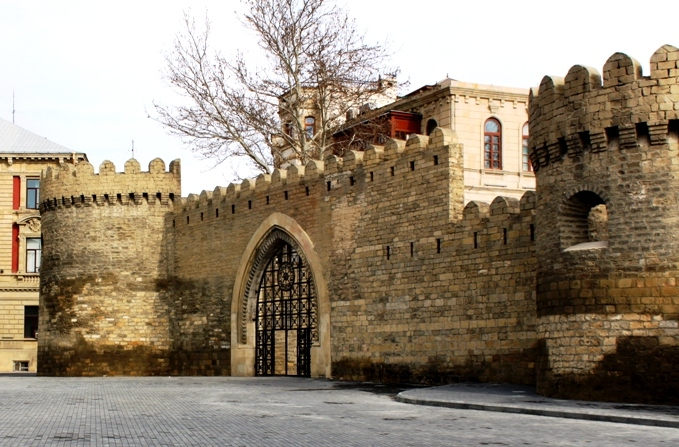
Muralla de la Fortaleza de Bakú

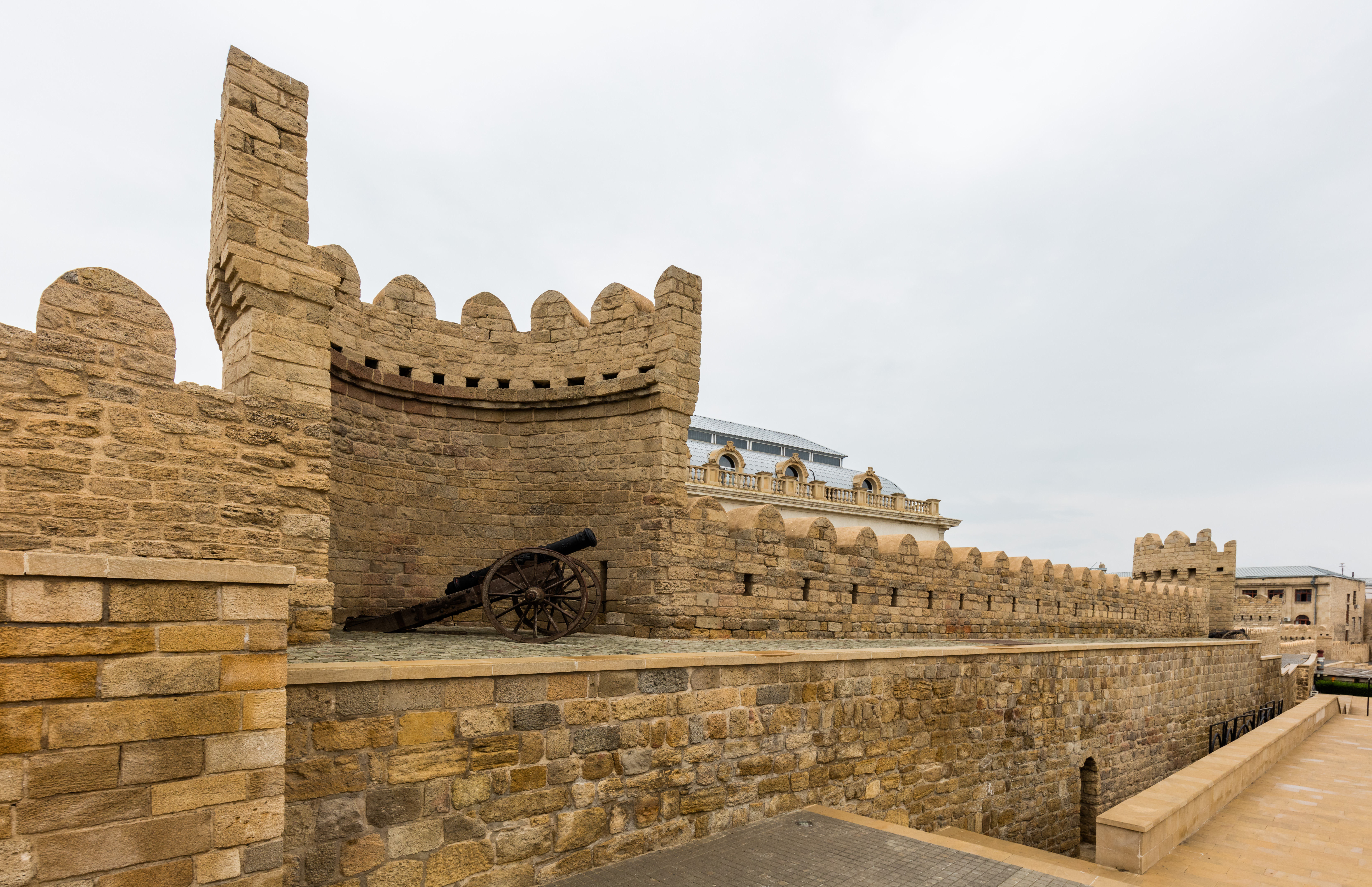
Vista interior.

## Historia
Basadas las ilustraciones y las fotos de los viajeros del siglo XIX la fortaleza constó de una pared doble. La primera pared fue construida por el Shirvanshah III Manuchohr y la segunda pared fue construida durante el tiempo del Shirvanshah Akhsitan l.
Las segundas paredes de la fortaleza fueron destruidas durante el reinado de Rusia en Azerbaiyán. La primera pared de fortaleza todavía queda. La fortaleza de Bakú tiene dos puertas. Una de ellas abierta al Mar Caspio y la otra a la tierra. Las paredes de ciudad que tuvieron una altura de 8 –12 metros y una anchura de 3.5 metros proporcionaron para la seguridad Bakú. En la Edad Media las paredes de fortaleza eran 1500 metros de largo y ahora las paredes son 500 metros de largo. En el norte de la fortaleza existe una torre principal - castillo cuadrangular. Esta fortaleza se llama "armería" en la etiología del pueblo.
|  | | Репродукция надписи |
|  | "La inscripción árabe (cúfica) en piedra del siglo XII de la Fortaleza de Bakú: "La construcción de la fortaleza fue ordenado por magnífico melik, científico, justo, triunfante, prosaico, mujahid (luchador) y mayor Khagan, Shirvanshah Abulhija Manouchehr bin". Fue encontrado en el año 1954. Museo de Historia de Azerbaiyán..." . |                     |

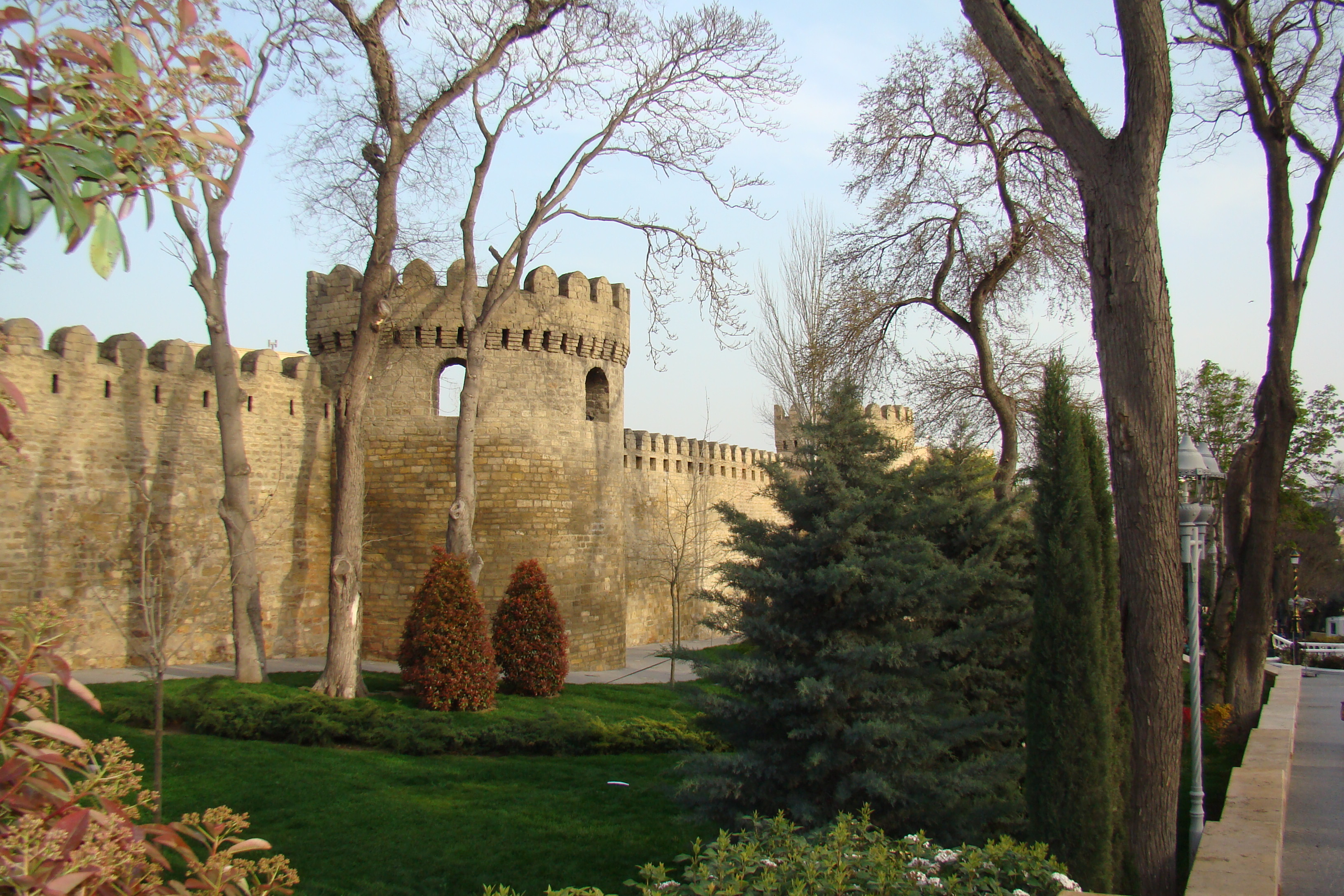
La vista de la Fortaleza de Bakú desde Jardín Filarmónico

Ciudad Vieja (Bakú) era la capital del estado de Shirvanshah varias veces. Por primera vez fue la capital en el año 1191 cuándo Shirvanshah Akhsitan moví aquí con su palacio después del terremoto terrible en Şamaxı. Akhsitan prestó una especial atención a la construcción de ciudad y castillos. A raíz de sus esfuerzos se fortaleció la estructura compleja de las estructuras de defensa en la Península de Absheron. Todo esto jugó una función crucial en el ataque de ruso en Bakú. Los rusos fueron derrotados y sus barcos fueron destruidos. Por segunda vez Bakú fue la capital durante el reinado de Shirvanshah Ibrahim l. En 1608-1609 el juez de Bakú, Zulfugar Khan construyó la segunda línea de 10-12 metros desde las fortificaciones antiguas.
A principios del siglo XX en el año 1868 el gobernador militar de Bakú aplicó al  Departamento Militar de Cáucaso para la demolición de la fortaleza para renovar la ciudad como fortificación defensiva militar. En 1870 la segunda pared de la fortaleza fue derribada.
El asunto fue levantado otra vez en la Cumbre en el año 1886 y se decidió la construcción de la “Puerta de Zulfugar Khan” cerca de la puerta de Shah Abbas que fue en la pared de la primera fortaleza.
También existe un defensor mítico de Bakú fortaleza. Según la leyenda extendida entre personas la aura positiva del toro gigante protegió la fortaleza. El toro fue defendido por dos leones grandes. La fortaleza de Bakú ha sido testigo muchos eventos históricos y defendió el estado de Shirvanshah y la capital durante mucho tiempo.

## Fortaleza de Bakú en Arte
Ciudad Vieja (Bakú) está descrito en las obras de muchos artistas. Los monumentos y las calles de la ciudad antigua pueden ser vistos en las obras de Engelbert Kaempfer, Aleksey Bogolyubov, Grigory Gagarin, Vasili Vereshchaguin, Aleksandr Kuprin, Azim Azimzade, Tahir Salahov y otros artistas famosos.
Se cree que Engelbert Kaempfer, artista sueco ha descrito el aspecto de Bakú en el año 1630.
El plan general de Ciudad Vieja (Bakú) está reflejado en un lado del billete 10 manat de Azerbaiyán.

En obras de arte
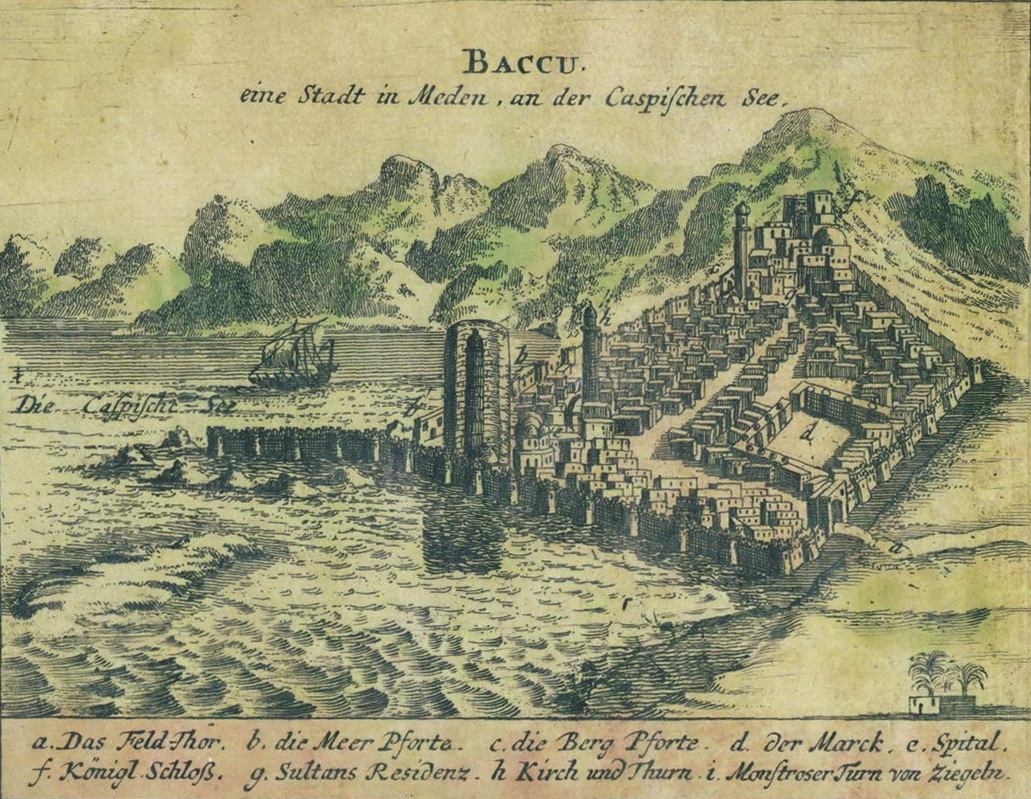
Engelbert Kaempfer - Bakú, 1630
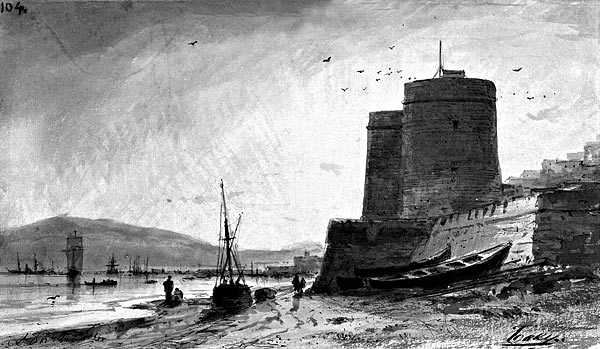
A.Bogolyubov - Bakú, 1861
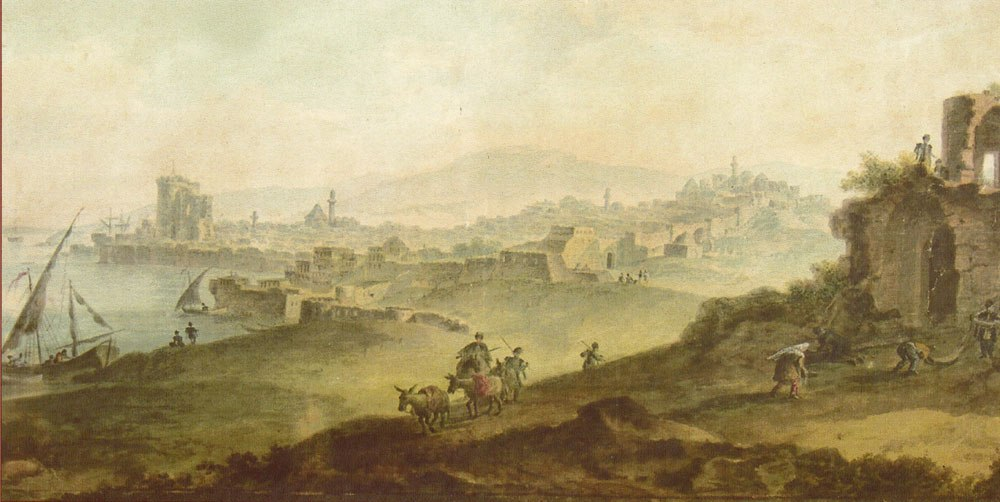
Q. Sergeyev - Bakú, 1796
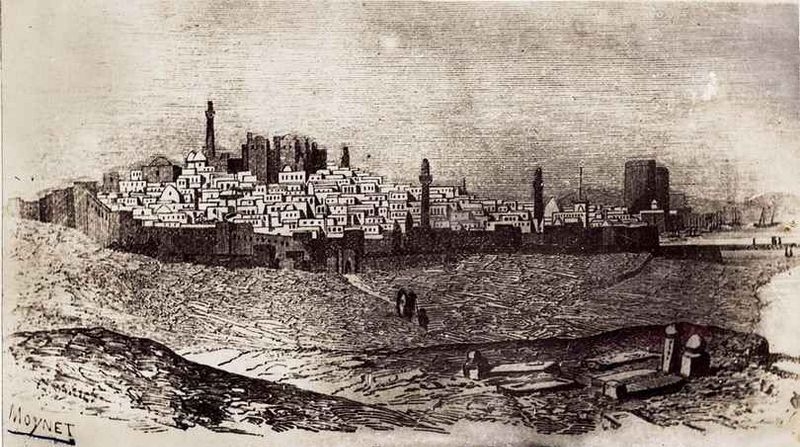
Jan Pyer Mone - Bakú, 1830
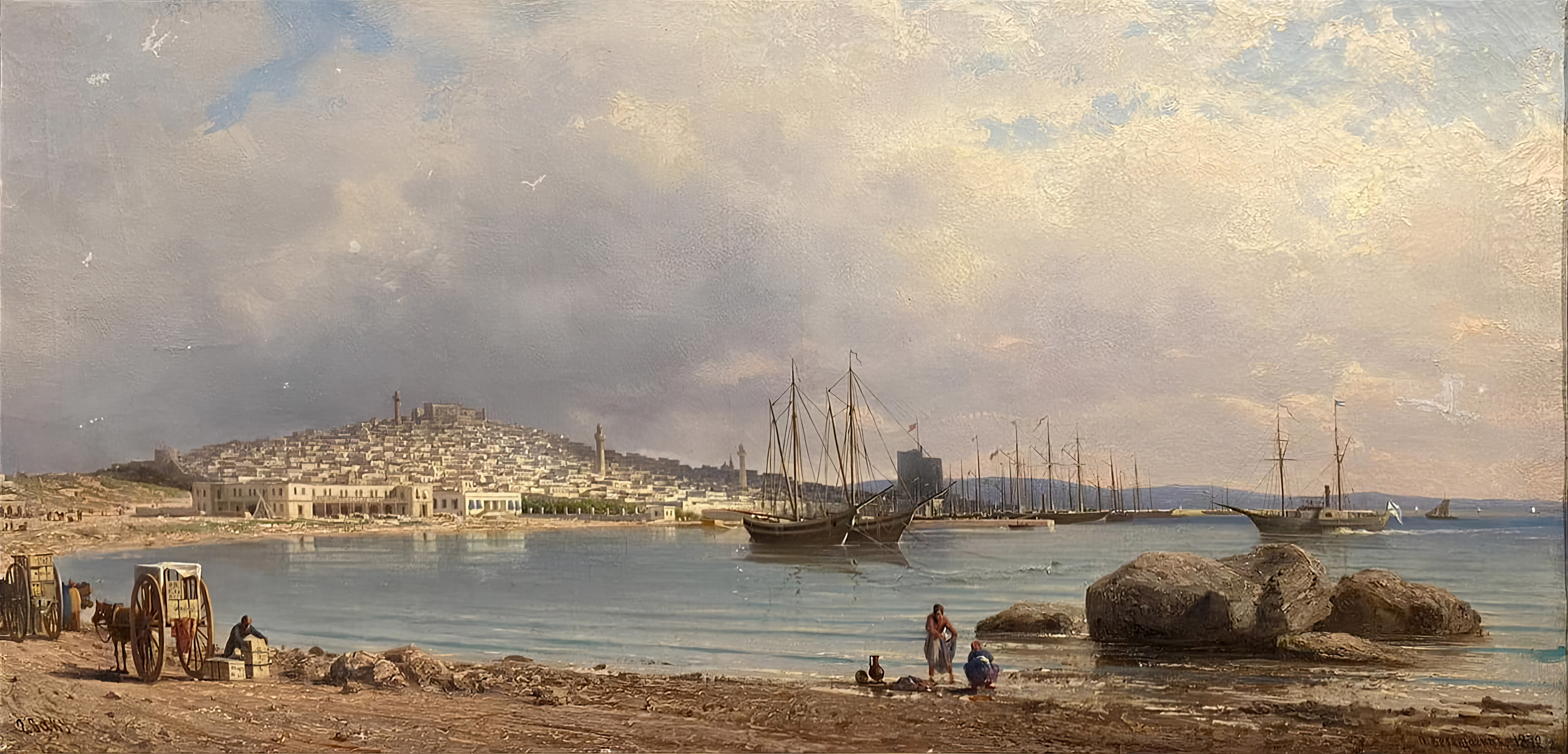
Pyotr Vereşşagin. «La vista de Bakú desde el mar». 1872
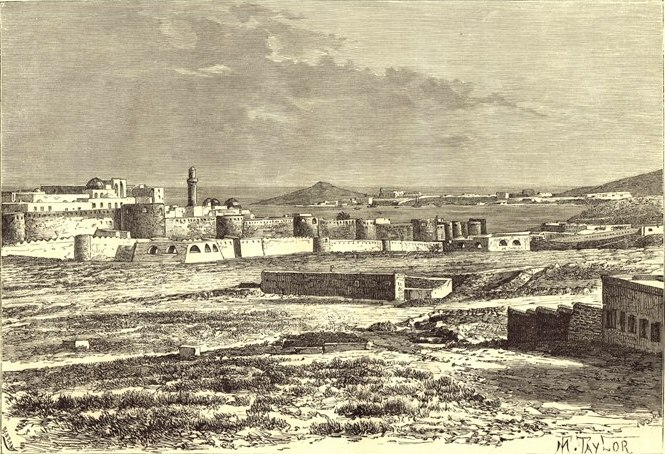
T. Teylor – Puerto de Bakú y  Bayıl, 1880-1881
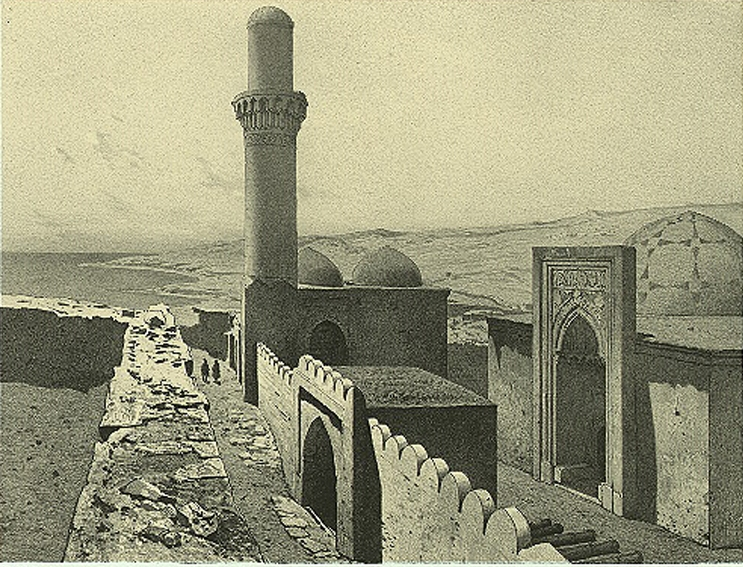
Grigory Gagarin- El Palacio de Khan en Bakú, 1847
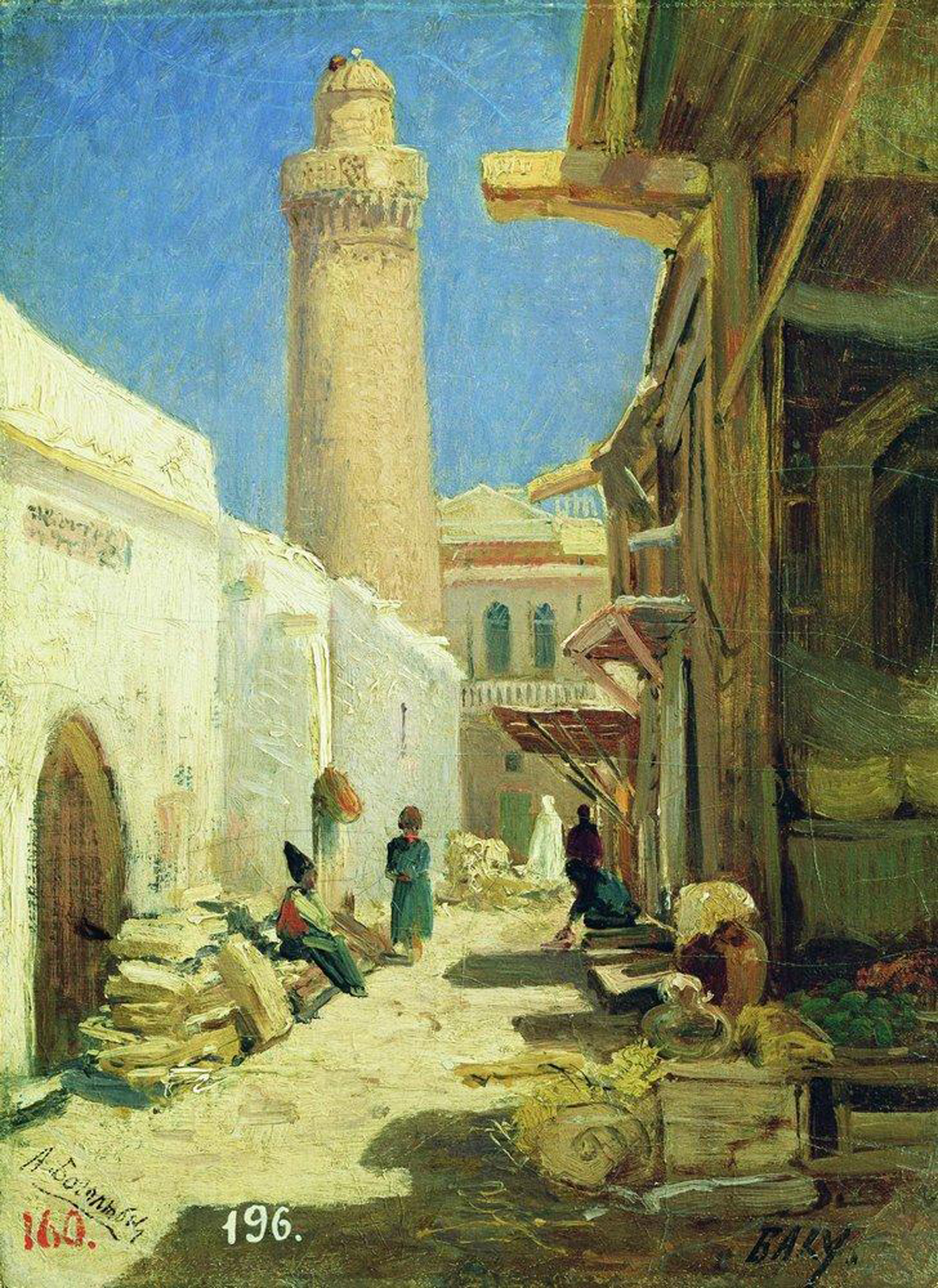
Aleksey Boqolyubov – Tarde en la calle de Bakú, 1861